# Interstate 81
Pour les articles homonymes, voir I81 et Route 81.
L'Interstate 81 (I-81) est une autoroute sud–nord dans l'est des États-Unis. Son terminus sud se situe à l'I-40 à Dandridge, Tennessee alors que son terminus nord se trouve sur Wellesley Island, New York à la frontière canadienne, où le Pont des Mille-Îles relie l'I-81 et la Route 137 et, ultimement, à la Hwy 401, l'autoroute principale de l'Ontario reliant Détroit et Montréal via Toronto. Les aires métropolitaines importantes le long du corridor de l'I-81 incluent les Tri-Cities du Tennessee, Roanoke en Virginie; Harrisburg et la vallée du Wyoming en Pennsylvanie ainsi que Syracuse à New York.
L'I-81 longe majoritairement le tracé des chemins primitifs dans les Appalaches dans la Great Appalachian Valley utilisés par les animaux migrateurs, les autochtones et les premiers habitants. Ces chemins ont aussi été importants dans le déplacement des troupes durant la Guerre civile. Ces chemins ont évolué en US 11. L'I-81 longe la majorité de l'ancien alignement de la US 11. Étant majoritairement rurale, l'I-81 est surtout utilisée comme un corridor pour le camionnage afin de contourner d'autres corridors plus congestionnés comme celui de l'I-95.
Le I-81 Corridor Coalition, une coalition de six états, a été organisé afin de régler les problématiques le long de l'I-81 comme le trafic lourd et la pollution de l'air. L'I-81 fait partie de la route la plus rapide et directe entre les trois capitales nord-américaines; Ottawa (Canada), Washington D.C. (États-Unis) et Mexico (Mexique).

## Description du tracé
|       | mi     | km       |
| ----- | ------ | -------- |
| TN    | 75,66  | 121,76   |
| VA    | 324,92 | 522,91   |
| WV    | 26,00  | 41,84    |
| MD    | 12,08  | 19,44    |
| PA    | 232,76 | 374,59   |
| NY    | 183,60 | 295,48   |
| Total | 855,02 | 1 376,02 |

### Tennessee
L'I-81 débute au Tennessee à l'I-40 à Dandridge vers Knoxville à l'ouest et Asheville à l'est. L'I-81 rencontre l'I-26 et la US 23 lesquelles se dirigent vers Kingsport et Johnson City. Après 75 miles (120 km) au Tennessee, l'I-81 quitte cet État pour entrer en Virginie sans avoir traversé d'agglomérations importantes.

### Virginie

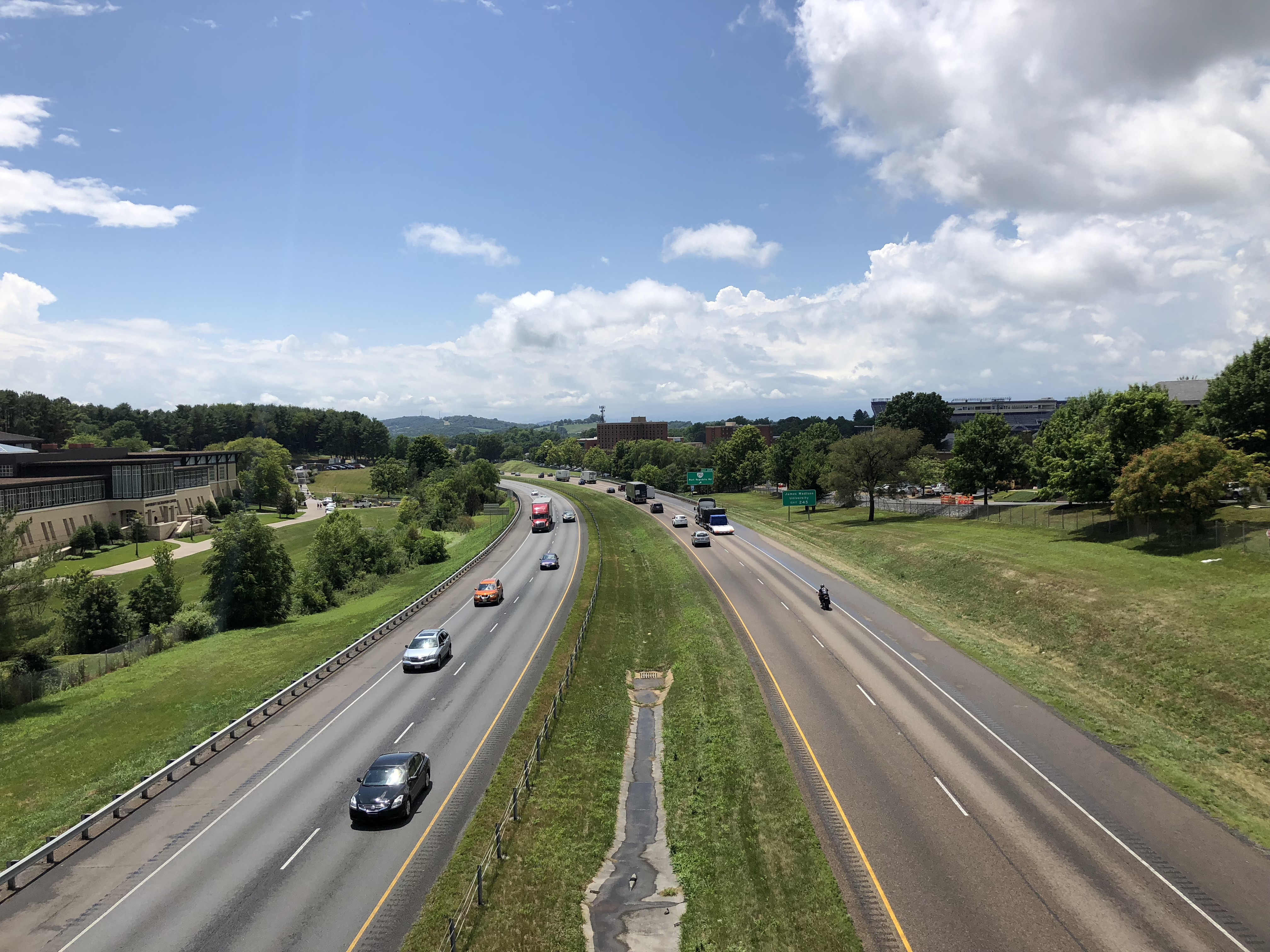
I-81 vers le sud au mile 245 à Harrisonburg

L'I-81 en Virginie est une route largement rurale qui forme deux multiplex avec d'autres autoroutes, l'I-77 et l'I-64. L'autoroute est parallèle aux Appalaches sur la majorité de son parcours à travers le Tennessee et la Virginie. Sur son trajet, l'I-81 dessert les villes-jumelles de Bristol, Tennessee et Virginie, Wytheville, Roanoke, Christiansburg, Lexington, Staunton, Harrisonburg et Winchester en Virginie. À Harrisonburg, l'I-81 coupe à travers l'Université James Madison. Elle longe la US 11 sur l'entièreté de son trajet en Virginie.

### Virginie-Occidentale
L'I-81 entre brièvement dans le Eastern Panhandle de la Virginie-Occidentale pour environ 26 miles (42 km), desservant la ville de Martinsburg. La route se situe complètement dans le Comté de Berkeley.

### Maryland
Au Maryland, l'autoroute parcourt 12,08 miles (19,44 km) depuis la frontière avec la Virginie-Occidentale au fleuve Potomac à Williamsport jusqu'au nord, à la frontière avec la Pennsylvanie près de Maugansville. L'I-81 est l'autoroute nord–sud principale dans le comté de Washington, reliant Hagerstown à Chambersburg et Harrisburg vers le nord ainsi que Martinsburg, Winchester et Roanoke vers le sud. Il s'agit du plus court segment d'autoroute au Maryland et il forme le plus court segment de l'I-81 des six États dans lesquels l'autoroute passe.

### Pennsylvanie
L'I-81 constitue un corridor nord–sud important en Pennsylvanie, desservant les régions de Chambersburg et de Carlisle, où elle rencontre le Pennsylvania Turnpike (I-76) sans toutefois directement le croiser (les automobilistes doivent utiliser la US 11 pour s'y relier). Aux alentours de la capitale de l'État, Harrisburg, la route forme le segment nord de la Pennsylvania's Capital Beltway. La route se dirige ensuite vers le nord-est dans la Vallée du Wyoming, où elle dessert les villes de Wilkes-Barre et de Scranton. Elle se dirige ensuite au nord dans la région des Endless Mountains vers la frontière avec l'État de New York.

### New York

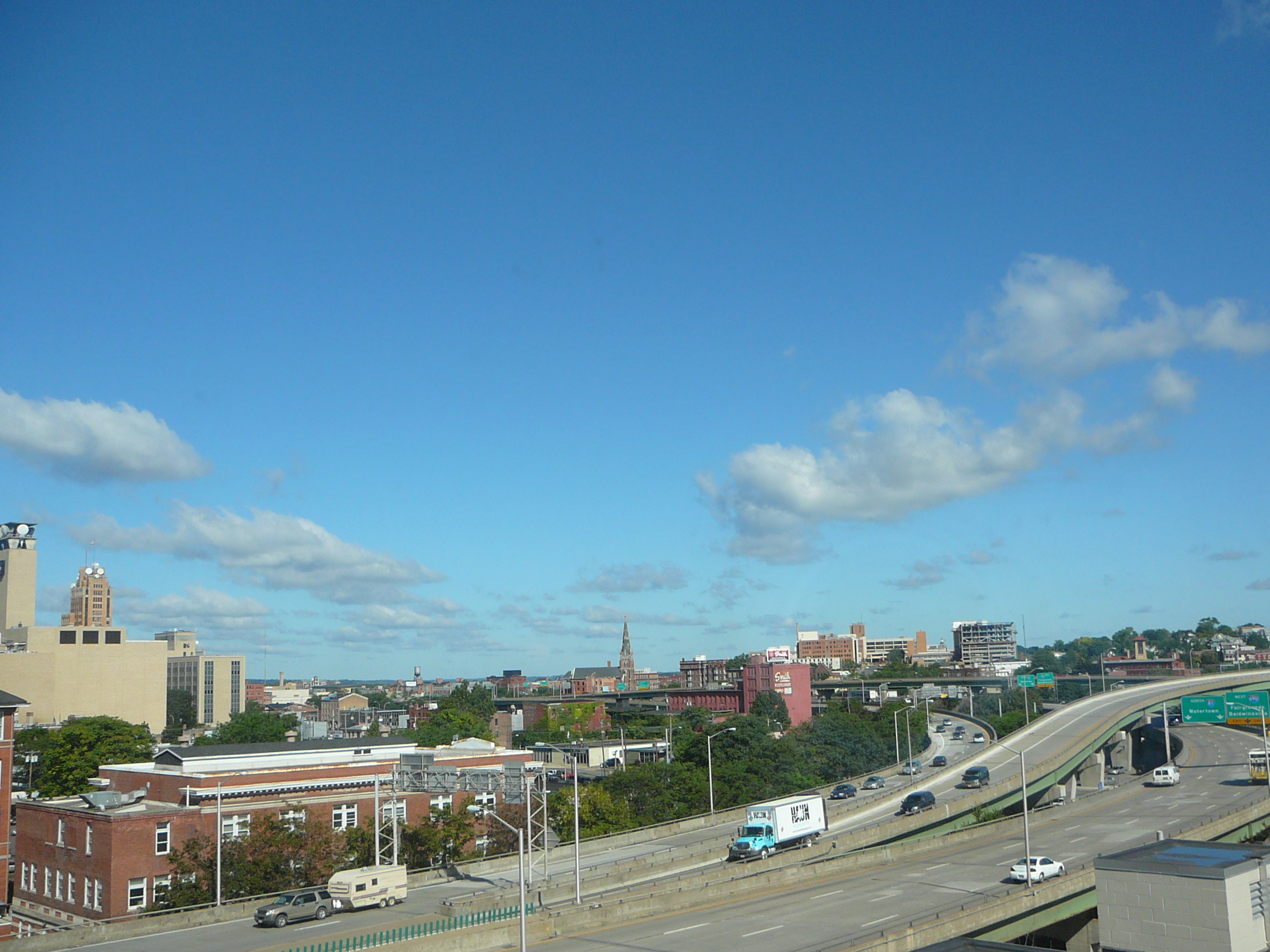
I-81 à l'I-690 au centre-ville de Syracuse

Dans l'État de New York, l'I-81 traverse la frontière avec la Pennsylvanie au sud-est de Binghamton. L'autoroute se dirige ensuite du sud au nord dans le Central New York, desservant les villes de Binghamton, Syracuse et Watertown. Elle passe par les Mille-Îles dans ses derniers miles et traverse deux ponts, tous deux faisant partie du Pont des Mille-Îles. Au sud de Watertown, l'I-81 longe de près la US 11, l'ancienne route principal du Central New York avant la construction de l'I-81. À Watertown, la US 11 se dirige au nord-est vers les comtés du Nord de New York là où l'I-81 continue vers le nord en direction de la frontière canadienne. Après avoir traversé la frontière, la route continue en Ontario comme la Route 137, une courte route menant à l'Autoroute 401.

## Liste des sorties

### Tennessee
| Interstate 81 |                              |       |        |        |                                                                                     |                                                                           |
| Comté         | Municipalité                 | mi    | km     | Sortie | Intersections / Destinations                                                        | Notes                                                                     |
| Jefferson     | Dandridge                    | 0,00  | 0,00   | 1      | I-40 – Asheville, Knoxville, Nashville                                              | Terminus sud; sortie 421 de l'I-40; indiqué sortie 1A (est) et 1B (ouest) |
| Jefferson     | White Pine                   | 4,13  | 6,65   | 4      | SR 341 (en) vers SR 66 (en) – White Pine, Morristown                                |                                                                           |
| Hamblen       | Limite White Pine–Morristown | 7,93  | 12,76  | 8      | US 25E – Morristown, Newport, White Pine                                            |                                                                           |
| Hamblen       | Limite White Pine–Morristown | 11,98 | 19,28  | 12     | SR 160 (en) – Lowland, Morristown                                                   |                                                                           |
| Hamblen       |                              | 15,09 | 24,29  | 15     | SR 340 (en) (Fish Hatchery Road)                                                    |                                                                           |
| Greene        | Mosheim                      | 22,91 | 36,87  | 23     | US 11E – Mosheim, Greeneville, Bulls Gap                                            |                                                                           |
| Greene        |                              | 30,33 | 48,81  | 30     | SR 70 (en) vers SR 66 (en) – Greeneville, Rogersville                               |                                                                           |
| Greene        | Baileyton                    | 36,44 | 58,64  | 36     | SR 172 (en) (Baileyton Road) – Baileyton, Greeneville                               |                                                                           |
| Greene        | Jearoldstown                 | 44,37 | 71,41  | 44     | Jearoldstown Road                                                                   |                                                                           |
| Washington    | Fall Branch                  | 50,38 | 81,08  | 50     | SR 93 (en) vers SR 81 (en) – Fall Branch, Jonesborough                              |                                                                           |
| Sullivan      | Kingsport                    | 55,90 | 89,96  | 56     | Tri-Cities Crossing                                                                 |                                                                           |
| Sullivan      | Kingsport                    | 56,81 | 91,43  | 57     | I-26 / US 23 – Johnson City, Kingsport, Asheville                                   | Indiqué sortie 57A (est) et 57B (ouest), sortie 8A-B de l'I-26            |
| Sullivan      | Kingsport                    | 59,26 | 95,37  | 59     | SR 36 (en) (Fort Henry Drive) – Johnson City, Kingsport, Colonial Heights           |                                                                           |
| Sullivan      | Kingsport                    | 63,17 | 101,66 | 63     | SR 357 (en) sud (Airport Parkway) vers SR 75 (en) – Aéroport régional de Tri-Cities |                                                                           |
| Sullivan      | Kingsport                    | 66,26 | 106,64 | 66     | SR 126 (en) (Memorial Boulevard) – Blountville, Kingsport                           |                                                                           |
| Sullivan      | Blountville                  | 69,32 | 111,56 | 69     | SR 394 (en) – Blountville, Bristol                                                  |                                                                           |
| Sullivan      | Bristol                      | 74,74 | 120,28 | 74     | US 11W (West State Street) – Kingsport, Bristol                                     | Indiqué sortie 74A (nord) et 74B (sud)                                    |
| Sullivan      | Bristol                      | 75,66 | 121,76 |        | I-81 nord – Roanoke                                                                 | Continue en Virginie                                                      |
|               |                              |       |        |        |                                                                                     |                                                                           |

### Virginie
| Interstate 81                             |                      |                     |                     |                     | | |
| Comté                                     | Municipalité         | mi                  | km                  | Sortie              | Intersections / Destinations                                                                               | Notes |
| City de Bristol                           | City de Bristol      | 0,00                | 0,00                |                     | I-81 sud – Kingsport, Knoxville, Nashville                                                                 | Continue au Tennessee                                                                                                |
| City de Bristol                           | City de Bristol      | 0,90                | 1,40                | 1                   | US 58 ouest / US 421 – Bristol, Gate City                                                                  | Terminus sud du multiplex avec US 58; indiqué sortie 1A (sud) et 1B (nord / ouest) en direction sud                  |
| City de Bristol                           | City de Bristol      | 3,20                | 5,10                | 3                   | I-381 sud – Bristol                                                                                        | Sortie 1A-B de l'I-381                                                                                               |
| City de Bristol                           | City de Bristol      | 5,60                | 9,00                | 5                   | US 11 / US 19 (Lee Highway)                                                                                | |
| City de Bristol                           | City de Bristol      | 7,40                | 11,90               | 7                   | Old Airport Road / Bonham Road                                                                             | |
| Washington                                |                      | 10,30               | 16,60               | 10                  | US 11 / US 19 (Lee Highway)                                                                                | |
| Washington                                |                      | 13,60               | 21,90               | 13                  | SR 611 (en) / Lee Highway                                                                                  | |
| Washington                                | Abingdon             | 14,40               | 23,20               | 14                  | SR 140 (en) vers US 19 – Abingdon                                                                          | |
| Washington                                | Abingdon             | 17,60               | 28,30               | 17                  | US 58 Alt. / SR 75 (en) – Abingdon, South Holston Dam                                                      | |
| Washington                                |                      | 19,50               | 31,40               | 19                  | US 11 / US 58 est – Abingdon, Damascus                                                                     | Terminus nord du multiplex avec US 58                                                                                |
| Washington                                |                      | 22,20               | 35,70               | 22                  | SR 704 (en) (Enterprise Road)                                                                              | |
| Washington                                |                      | 24,70               | 39,80               | 24                  | SR 80 (en) – Meadowview                                                                                    | |
| Washington                                |                      | 26,40               | 42,50               | 26                  | SR 737 (en) – Emory                                                                                        | |
| Washington                                | Old Glade Spring     | 29,50               | 47,50               | 29                  | SR 91 (en) – Damascus, Glade Spring                                                                        | |
| Washington                                |                      | 32,10               | 51,70               | 32                  | US 11 (Lee Highway) – Chilhowie                                                                            | |
| Smyth                                     | Chilhowie            | 35,70               | 57,50               | 35                  | SR 107 (en) – Chilhowie                                                                                    | |
| Smyth                                     | Seven Mile Ford      | 39,30               | 63,20               | 39                  | US 11 / SR 645 (en) – Seven Mile Ford                                                                      | |
| Smyth                                     |                      | 44,10               | 71,00               | 44                  | US 11 – Marion                                                                                             | |
| Smyth                                     | Marion               | 44,90               | 72,30               | 45                  | SR 16 (en) – Marion                                                                                        | |
| Smyth                                     | Mount Carmel         | 47,30               | 76,10               | 47                  | US 11 – Marion                                                                                             | |
| Smyth                                     | Atkins               | 50,40               | 81,10               | 50                  | US 11 – Atkins                                                                                             | |
| Smyth                                     |                      | 54,30               | 87,40               | 54                  | SR 683 (en) – Groseclose                                                                                   | |
| Wythe                                     |                      | 60,60               | 97,50               | 60                  | SR 90 (en) – Rural Retreat                                                                                 | |
| Wythe                                     |                      | 67,40               | 108,50              | 67                  | US 11 – Wytheville                                                                                         | Sortie direction nord, entrée direction sud                                                                          |
| Wythe                                     | Wytheville           | 70,40               | 113,30              | 70                  | US 21 sud / US 52 nord – Wytheville                                                                        | Terminus sud du multiplex avec US 52                                                                                 |
| Wythe                                     | Wytheville           | 72,60               | 116,80              | 72                  | I-77 nord – Bluefield, Charleston                                                                          | Terminus sud du multiplex à sens inverse avec I-77; sortie 40 de l'I-77                                              |
| Wythe                                     | Wytheville           | 73,60               | 118,40              | 73                  | US 11 sud – Wytheville                                                                                     | Terminus sud du multiplex avec US 11                                                                                 |
| Wythe                                     |                      | 77,40               | 124,60              | 77                  | SR F042 (Chapman Road) / SR F043 (en) (East Lee Highway)                                                   | |
| Wythe                                     | Fort Chiswell        | 80,20               | 129,10              | 80                  | US 52 sud / SR 121 (en) nord – Fort Chiswell, Max Meadows                                                  | Terminus nord du multiplex avec US 52                                                                                |
| Wythe                                     |                      | 81,60               | 131,30              | 81                  | I-77 sud – Charlotte                                                                                       | Terminus nord du multiplex à sens inverse avec I-77; sortie 32 de l'I-77                                             |
| Wythe                                     |                      | 84,50               | 136,00              | 84                  | SR 619 (en) – Grahams Forge                                                                                | |
| Wythe                                     |                      | 86,60               | 139,40              | 86                  | SR F044 (en) (East Lee Highway) / SR F045 (en) (Topaz Drive)                                               | |
| Pulaski                                   |                      | 89,50               | 144,00              | 89                  | US 11 nord / SR 100 (en) sud – Pulaski, Hillsville                                                         | Terminus nord du multiplex avec US 11; terminus sud du multiplex avec SR 100; indiqué sortie 89A (sud) et 89B (nord) |
| Pulaski                                   | Draper               | 92,40               | 148,70              | 92                  | SR 619 (en) – Draper                                                                                       | |
| Pulaski                                   | McAdam               | 94,70               | 152,40              | 94                  | SR 99 (en) nord / Service Road – Pulaski                                                                   | Indiqué sortie 94A (Service Road) et 94B (SR 99) en direction nord                                                   |
| Pulaski                                   | Newbern              | 98,10               | 157,90              | 99                  | SR 100 (en) nord – Dublin, Pearisburg                                                                      | Terminus nord du multiplex avec SR 100                                                                               |
| Pulaski                                   |                      | 101,40              | 163,20              | 101                 | SR 660 (en) – Claytor Lake State Park                                                                      | |
| Montgomery                                |                      | 105,40              | 169,60              | 105                 | SR 232 (en) / SR 605 (en) – Radford                                                                        | |
| Montgomery                                |                      | 109,60              | 176,40              | 109                 | SR 177 (en) / SR 600 (en) – Radford                                                                        | |
| Montgomery                                | Christiansburg       | 113,90              | 183,30              | 114                 | SR 8 (en) – Christiansburg, Floyd                                                                          | |
| Montgomery                                | Christiansburg       | 118,40              | 190,50              | 118                 | US 460 Bus. ouest / US 11 / US 460 / Parkway Drive – Christiansburg, Blacksburg, Shawsville, Elliston      | Indiqué sortie 118A (Parkway Drive), 118B (US 460 ouest) et 118C (US 11 / US 460 est / US 460 Bus. ouest)            |
| Montgomery                                |                      | 128,40              | 206,60              | 128                 | SR 603 (en) vers US 11 – Ironto                                                                            | |
| Roanoke                                   |                      | 132,10              | 212,60              | 132                 | SR 647 (en) – Dixie Caverns                                                                                | |
| City de Salem                             | City de Salem        | 137,60              | 221,40              | 137                 | SR 112 (en) / SR 619 (en) – Salem                                                                          | |
| City de Salem                             | City de Salem        | 140,40              | 226,00              | 140                 | SR 311 (en) – Salem, New Castle                                                                            | |
| Roanoke                                   | Hanging Rock         | 141,20              | 227,20              | 141                 | SR 419 (en) vers SR 311 (en) nord – Salem, New Castle                                                      | |
| City de Roanoke                           | City de Roanoke      | 143,40              | 230,80              | 143                 | I-581 sud / US 220 sud – Aéroport, Roanoke                                                                 | Terminus sud du multiplex avec US 220; sortie 1N-S de l'I-581                                                        |
| City de Roanoke                           | City de Roanoke      | 146,40              | 235,60              | 146                 | SR 115 (en) – Hollins, Cloverdale, Roanoke                                                                 | |
| Botetourt                                 |                      | 150,30              | 241,90              | 150                 | US 11 / US 220 nord / US 220A sud vers US 460 – Troutville, Daleville, Fincastle, Cloverdale               | Terminus nord du multiplex avec US 220; indiqué sortie 150A (sud) et 150B (nord).                                    |
| Botetourt                                 |                      | 156,40              | 251,70              | 156                 | SR 640 (en) vers US 11 – Troutville                                                                        | |
| Botetourt                                 |                      | 162,60              | 261,70              | 162                 | US 11 – Buchanan                                                                                           | |
| Botetourt                                 |                      | 167,30              | 269,20              | 167                 | US 11 sud – Buchanan                                                                                       | Terminus sud du multiplex avec US 11; entrée direction nord seulement                                                |
| Botetourt                                 |                      | 168,40              | 271,00              | 168                 | SR 614 (en) – Arcadia                                                                                      | |
| Rockbridge                                | Springfield          | 175,40              | 282,30              | 175                 | US 11 nord – Natural Bridge                                                                                | Terminus nord du multiplex avec US 11                                                                                |
| Rockbridge                                | Fancy Hill           | 180,50              | 290,50              | 180                 | US 11 – Fancy Hill, Natural Bridge, Glasgow                                                                | Indiqué sortie 180A (sud) et 180B (nord) en direction sud                                                            |
| Rockbridge                                |                      | 188,70              | 303,70              | 188                 | US 60 – Lexington, Buena Vista                                                                             | |
| Rockbridge                                |                      | 191,30              | 307,90              | 191                 | I-64 ouest – Lexington, Charleston                                                                         | Terminus sud du multiplex avec I-64; sortie 56 de l'I-64                                                             |
| Rockbridge                                |                      | 195,60              | 314,80              | 195                 | US 11 (Lee Highway) – Lexington                                                                            | |
| Rockbridge                                | Fairfield            | 200,20              | 322,20              | 200                 | SR 710 (en) – Fairfield                                                                                    | |
| Rockbridge                                | Raphine              | 205,60              | 330,90              | 205                 | SR 606 (en) – Raphine, Steeles Tavern                                                                      | |
| Augusta                                   |                      | 213,40              | 343,40              | 213                 | US 11 vers US 340 – Greenville                                                                             | Indiqué sortie 213A (sud) et 213B (nord) en direction sud                                                            |
| Augusta                                   | Brookwood            | 217,20              | 349,50              | 217                 | SR 654 (en) – Mint Spring, Stuarts Draft                                                                   | |
| Augusta                                   |                      | 220,10              | 354,20              | 220                 | SR 262 (en) vers US 11 – Staunton                                                                          | |
| Augusta                                   |                      | 221,40              | 356,30              | 221                 | I-64 est – Richmond                                                                                        | Terminus nord du multiplex avec I-64; sortie 87 de l'I-64                                                            |
| Augusta                                   | Peyton               | 222,20              | 357,60              | 222                 | US 250 – Staunton, Fisherville                                                                             | |
| Augusta                                   |                      | 225,10              | 362,30              | 225                 | SR 262 (en) (Woodrow Wilson Parkway) – Staunton                                                            | |
| Augusta                                   | Verona               | 227,60              | 366,30              | 227                 | SR 612 (en) – Verona                                                                                       | |
| Augusta                                   | Weyers Cave          | 234,90              | 378,00              | 235                 | SR 256 (en) – Weyers Cave, Grottoes                                                                        | |
| Rockingham                                |                      | 240,50              | 387,00              | 240                 | SR 257 (en) / SR 682 (en) – Mount Crawford, Bridgewater                                                    | |
| City de Harrisonburg                      | City de Harrisonburg | 243,10              | 391,20              | 243                 | US 11 – Harrisonburg                                                                                       | |
| City de Harrisonburg                      | City de Harrisonburg | 245,60              | 395,30              | 245                 | SR 253 (en) (Port Republic Road)                                                                           | |
| City de Harrisonburg                      | City de Harrisonburg | 247,50              | 398,30              | 247                 | US 33 – Harrisonburg, Elkton                                                                               | Indiqué sortie 247A (est) et 247B (ouest)                                                                            |
| Rockingham                                |                      | 251,10              | 404,10              | 251                 | US 11 – Harrisonburg                                                                                       | |
| Rockingham                                | Mauzy                | 257,00              | 413,60              | 257                 | US 11 / SR 259 (en) – Mauzy, Broadway, Timberville                                                         | |
| Shenandoah                                | New Market           | 264,60              | 425,80              | 264                 | US 211 est – New Market, Timberville, Luray                                                                | |
| Shenandoah                                |                      | 268,80              | 432,60              | 269                 | SR 730 (en) vers US 11 – Shenandoah Caverns, Mount Jackson                                                 | |
| Shenandoah                                |                      | 273,40              | 440,00              | 273                 | SR 292 (en) / SR 703 (en) – Mount Jackson, Basye                                                           | |
| Shenandoah                                | Bowmans Crossing     | 277,20              | 446,10              | 277                 | SR 614 (en) – Bowmans Crossing                                                                             | Sortie direction nord, entrée direction sud                                                                          |
| Shenandoah                                |                      | 279,60              | 450,00              | 279                 | SR 185 (en) / SR 675 (en) – Edinburg                                                                       | |
| Shenandoah                                | Woodstock            | 283,40              | 456,10              | 283                 | SR 42 (en) – Woodstock                                                                                     | |
| Shenandoah                                |                      | 291,10              | 468,50              | 291                 | SR 651 (en) – Toms Brook                                                                                   | |
| Shenandoah                                |                      | 296,70              | 477,50              | 296                 | US 48 / SR 55 (en) – Strasburg                                                                             | |
| Shenandoah                                |                      | 298,30              | 480,10              | 298                 | US 11 – Strasburg                                                                                          | |
| Warren                                    | Pas d'intersections  | Pas d'intersections | Pas d'intersections | Pas d'intersections | Pas d'intersections                                                                                        | Pas d'intersections                                                                                                  |
| Frederick                                 |                      | 300,60              | 483,80              | 300                 | I-66 est – Front Royal, Washington                                                                         | Sortie 1A-B de l'I-66                                                                                                |
| Frederick                                 |                      | 302,30              | 486,50              | 302                 | SR 627 (en) – Middletown                                                                                   | |
| Frederick                                 | Stephens City        | 307,30              | 494,60              | 307                 | SR 277 (en) vers US 340 – Stephens City                                                                    | |
| Frederick                                 | Winchester           | 309,90              | 498,70              | 310                 | SR 37 (en) nord vers US 50 ouest / US 522 nord / US 11 / SR 642 (en) – Romney, Berkeley Springs, Kernstown | |
| Frederick                                 | Winchester           | 313,40              | 504,40              | 313                 | US 17 / US 50 / US 522 – Winchester                                                                        | Indiqué sortie 313A (sud / est) et 313B (nord / ouest) en direction sud                                              |
| Frederick                                 | Winchester           | 314,90              | 506,80              | 315                 | SR 7 (en) – Winchester, Berryville                                                                         | |
| Frederick                                 | Winchester           | 317,80              | 511,40              | 317                 | US 11 vers SR 37 (en) / US 522 nord / US 50 ouest – Winchester, Stephenson                                 | |
| Frederick                                 | Clearbrook           | 321,60              | 517,60              | 321                 | SR 672 (en) – Clearbrook, Brucetown                                                                        | |
| Frederick                                 | Rest                 | 323,90              | 521,30              | 323                 | SR 669 (en) vers US 11 – Whitehall                                                                         | |
| Frederick                                 |                      | 324,92              | 522,91              |                     | I-81 nord – Martinsburg                                                                                    | Continue en Virginie-Occidentale                                                                                     |
| - Terminus de multiplex - Accès incomplet |                      |                     |                     |                     | | |

### Virginie-Occidentale
| Interstate 81  |                 |       |       |        |                                                               |                                        |
| Comté          | Municipalité    | mi    | km    | Sortie | Intersections / Destinations                                  | Notes                                  |
| Berkeley       | Ridgeway        | 0,00  | 0,00  |        | I-81 sud – Winchester, Roanoke                                | Continue en Virginie                   |
| Berkeley       | Inwood          | 5,00  | 8,00  | 5      | WV 51 (en) – Inwood, Charles Town                             |                                        |
| Berkeley       | Tablers Station | 8,50  | 13,70 | 8      | CR 32 (Tablers Station Road)                                  | Accès à l'Aéroport régional Eastern WV |
| Berkeley       | Martinsburg     | 11,70 | 18,80 | 12     | WV 9 (en) est (Winchester Avenue) / WV 45 (en) – Charles Town |                                        |
| Berkeley       | Martinsburg     | 13,10 | 21,10 | 13     | CR 15 (King Street)                                           |                                        |
| Berkeley       | Martinsburg     | 14,20 | 22,90 | 14     | CR 13 (Dry Run Road, Tennessee Avenue)                        |                                        |
| Berkeley       | Martinsburg     | 16,00 | 25,70 | 16     | WV 9 (en) (North Queen Street) – Berkeley Springs             | Indiqué sortie 16E (sud) et 16W (nord) |
| Berkeley       | Spring Mills    | 20,40 | 32,80 | 20     | WV 901 (en) (Spring Mills Road)                               |                                        |
| Berkeley       | Marlowe         | 23,50 | 37,80 | 23     | US 11 – Marlowe, Falling Waters                               |                                        |
| Fleuve Potomac | Fleuve Potomac  | 26,00 | 41,80 |        | I-81 nord – Hagerstown                                        | Continue au Maryland                   |
|                |                 |       |       |        |                                                               |                                        |

### Maryland
| Interstate 81     |                |       |       |        |                                                   |                                                |
| Comté             | Municipalité   | mi    | km    | Sortie | Intersections / Destinations                      | Notes                                          |
| Fleuve Potomac    | Fleuve Potomac | 0,00  | 0,00  |        | I-81 sud – Roanoke                                | Continue en Virginie-Occidentale               |
| Washington        | Williamsport   | 0,88  | 1,42  | 1      | MD 63 (en) / MD 68 (en) – Williamsport, Boonsboro |                                                |
| Washington        | Williamsport   | 2,37  | 3,81  | 2      | US 11 – Williamsport                              |                                                |
| Washington        | Halfway        | 3,63  | 5,84  | 4      | I-70 – Frederick, Hancock                         | Sortie 26A-B de l'I-70                         |
| Washington        | Halfway        | 4,63  | 7,45  | 5      | Halfway Boulevard                                 | Indiqué sortie 5A (est) et 5B (ouest)          |
| Washington        | Hagerstown     | 6,85  | 11,02 | 6      | US 40 – Hagerstown, Huyett                        | Indiqué sortie 6A (est) et 6B (ouest)          |
| Washington        | Hagerstown     | 7,70  | 12,39 | 7      | MD 58 (en) (Salem Avenue) – Hagerstown, Cearfoss  | Indiqué sortie 7A (est) et 7B (ouest)          |
| Washington        | Hagerstown     | 8,08  | 13,00 | 8      | Maugansville Road                                 | Sortie direction sud, entrée direction nord    |
| Washington        | Maugansville   | 9,59  | 15,43 | 9      | Maugans Avenue                                    |                                                |
| Washington        | Maugansville   | 10,42 | 16,77 | 10     | Showalter Road – Aéroport régional de Hagerstown  | Indiqué sortie 10A (est) et 10B (ouest)        |
| Washington        | Maugansville   | 12,08 | 19,44 | 1      | PA 163 (en) (Mason Dixon Road)                    | Numéro de sortie selon ceux de la Pennsylvanie |
| Washington        | Maugansville   | 12,08 | 19,44 |        | I-81 nord – Harrisburg                            | Continue en Pennsylvanie                       |
| - Accès incomplet |                |       |       |        |                                                   |                                                |

### Pennsylvanie
| Interstate 81                                          |                                           |        |        |                              |                                                                                 |                                                                                                   |
| Comté                                                  | Municipalité                              | mi     | km     | Sortie                       | Intersections / Destinations                                                    | Notes                                                                                             |
| Franklin                                               | Antrim Township                           | 0,00   | 0,00   |                              | I-81 sud – Hagerstown                                                           | Continue au Maryland                                                                              |
| Franklin                                               | Antrim Township                           | 0,00   | 0,00   | 1                            | PA 163 (en) – State Line                                                        |                                                                                                   |
| Franklin                                               | Antrim Township                           | 2,50   | 4,02   | 3                            | US 11 (Molly Pitcher Highway)                                                   | Pas d'entrée en direction sud depuis US 11 nord                                                   |
| Franklin                                               | Greencastle                               | 4,80   | 7,72   | 5                            | PA 16 (en) – Greencastle, Waynesboro                                            |                                                                                                   |
| Franklin                                               | Guilford Township                         | 9,70   | 15,61  | 10                           | PA 914 (en) – Marion                                                            |                                                                                                   |
| Franklin                                               | Guilford Township                         | 12,20  | 19,63  | 12                           | Guilford Springs Road                                                           | Échangeur en construction                                                                         |
| Franklin                                               | Chambersburg                              | 14,00  | 22,53  | 14                           | PA 316 (en) (Wayne Avenue)                                                      |                                                                                                   |
| Franklin                                               | Chambersburg                              | 15,60  | 25,11  | 16                           | US 30 (Lincoln Way)                                                             |                                                                                                   |
| Franklin                                               | Chambersburg                              | 16,70  | 26,88  | 17                           | Walker Road                                                                     |                                                                                                   |
| Franklin                                               | Greene Township                           | 19,80  | 31,87  | 20                           | PA 997 (en) – Scotland                                                          |                                                                                                   |
| Franklin                                               | Southampton Township                      | 24,10  | 38,79  | 24                           | PA 696 (en) (Fayette Street)                                                    |                                                                                                   |
| Cumberland                                             | Limite township Southampton –Shippensburg | 28,40  | 45,71  | 29                           | PA 174 (en) (King Street)                                                       |                                                                                                   |
| Cumberland                                             | Penn Township                             | 36,80  | 59,22  | 37                           | PA 233 (en) – Newville                                                          |                                                                                                   |
| Cumberland                                             | South Middleton Township                  | 43,90  | 70,65  | 44                           | PA 465 (en) – Plainfield                                                        |                                                                                                   |
| Cumberland                                             | Carlisle                                  | 45,50  | 73,23  | 45                           | College Street                                                                  |                                                                                                   |
| Cumberland                                             | Carlisle                                  | 46,40  | 74,67  | 47                           | PA 34 (en) (Hanover Street)                                                     | Indiqué sortie 47A (sud) et 47B (nord) en direction sud                                           |
| Cumberland                                             | South Middleton Township                  | 47,90  | 77,09  | 48                           | PA 74 (en) (York Road)                                                          | Sortie direction nord, entrée direction sud                                                       |
| Cumberland                                             | Limite township South Middleton–Middlesex | 48,40  | 77,89  | 49                           | PA 641 (en) (High Street)                                                       | Sortie direction sud, entrée direction nord                                                       |
| Cumberland                                             | Middlesex Township                        | 51,50  | 82,88  | 52                           | US 11 vers I-76 / Penna Turnpike – New Kingstown, Middlesex                     | Indiqué sortie 52A (nord) et 52B (sud) en direction nord; sortie 226 de l'I-76                    |
| Cumberland                                             | Silver Spring Township                    | 56,70  | 91,25  | 57                           | PA 114 (en) – Mechanicsburg                                                     |                                                                                                   |
| Cumberland                                             | Hampden Township                          | 59,00  | 94,95  | 59                           | PA 581 (en) est vers US 11 / I-83 – Camp Hill                                   | Terminus sud du multiplex avec Capital Beltway                                                    |
| Cumberland                                             | Hampden Township                          | 60,70  | 97,69  | 61                           | PA 944 (en) (Wertzville Road)                                                   |                                                                                                   |
| Cumberland                                             | East Pennsboro Township                   | 64,60  | 103,96 | 65                           | US 11 / US 15 – Enola, Marysville                                               | Indiqué sortie 65A (sud) et 65B (nord)                                                            |
| Fleuve Susquehanna                                     | Fleuve Susquehanna                        | 65,30  | 105,09 | Pont Mémorial George N. Wade | Pont Mémorial George N. Wade                                                    | Pont Mémorial George N. Wade                                                                      |
| Dauphin                                                | Susquehanna Township                      | 65,80  | 105,89 | 66                           | Front Street – Centre-ville de Harrisburg                                       |                                                                                                   |
| Dauphin                                                | Harrisburg                                | 67,00  | 107,83 | 67A                          | US 22 est / PA 230 (en) est (Cameron Street)                                    |                                                                                                   |
| Dauphin                                                | Harrisburg                                | 67,00  | 107,83 | 67B                          | US 22 ouest / US 322 ouest – Lewistown, State College                           | Terminus sud du multiplex avec US 322                                                             |
| Dauphin                                                | Susquehanna Township                      | 68,70  | 110,56 | 69                           | Progress Avenue                                                                 |                                                                                                   |
| Dauphin                                                | Lower Paxton Township                     | 69,60  | 112,01 | 70                           | I-83 sud / US 322 est vers Penna Turnpike – Harrisburg sud, Hershey, York       | Terminus nord du multiplex avec US 322 / Capital Beltway; terminus nord de l'I-83                 |
| Dauphin                                                | Lower Paxton Township                     | 72,30  | 116,36 | 72                           | Vers US 22 – Paxtonia, Linglestown                                              | Indiqué sortie 72A (sud) et 72B (nord) en direction nord                                          |
| Dauphin                                                | West Hanover Township                     | 76,60  | 123,28 | 77                           | PA 39 (en) – Manada Hill, Hershey                                               |                                                                                                   |
| Dauphin                                                | West Hanover Township                     | 80,30  | 129,23 | 80                           | Vers PA 743 (en) – Grantville, Hershey                                          |                                                                                                   |
| Lebanon                                                | East Hanover Township                     | 85,10  | 136,96 | 85                           | PA 934 (en) sud – Annville, Fort Indiantown Gap                                 | Indiqué sortie 85A (sud) et 85B (nord) en direction nord                                          |
| Lebanon                                                | Union Township                            | 88,50  | 142,43 | 89                           | I-78 est – Allentown                                                            | Sortie 1 de l'I-78                                                                                |
| Lebanon                                                | Union Township                            | 90,10  | 145,00 | 90                           | PA 72 (en) – Lebanon                                                            |                                                                                                   |
| Schuylkill                                             | Pine Grove Township                       | 99,30  | 159,81 | 100                          | PA 443 (en) – Pine Grove                                                        |                                                                                                   |
| Schuylkill                                             | Tremont Township                          | 104,10 | 167,53 | 104                          | PA 125 (en) – Ravine                                                            |                                                                                                   |
| Schuylkill                                             | Frailey Township                          | 106,60 | 171,56 | 107                          | US 209 – Tremont, Tower City                                                    |                                                                                                   |
| Schuylkill                                             | Frailey Township                          | 111,30 | 179,12 | 112                          | PA 25 (en) – Hegins                                                             |                                                                                                   |
| Schuylkill                                             | Foster Township                           | 115,90 | 186,52 | 116                          | PA 901 (en) – Minersville, Mount Carmel                                         |                                                                                                   |
| Schuylkill                                             | Butler Township                           | 118,40 | 190,55 | 119                          | Highridge Park Road                                                             |                                                                                                   |
| Schuylkill                                             | Frackville                                | 123,70 | 199,08 | 124                          | PA 61 (en) – Saint Clair, Frackville                                            | Indiqué sortie 124A (sud) et 124B (nord)                                                          |
| Schuylkill                                             | Mahanoy Township                          | 130,70 | 210,34 | 131                          | PA 54 (en) – Hometown, Mahanoy City                                             | Indiqué sortie 131A (est) et 131B (ouest)                                                         |
| Schuylkill                                             | Delano Township                           | 133,50 | 214,85 | 134                          | Delano                                                                          |                                                                                                   |
| Schuylkill                                             | Kline Township                            | 137,60 | 221,45 | 138                          | PA 309 (en) – McAdoo, Tamaqua                                                   |                                                                                                   |
| Luzerne                                                | Hazle Township                            | 141,10 | 227,08 | 141                          | PA 424 (en) est (Greater Hazleton Chamber of Commerce Beltway) vers PA 309 (en) |                                                                                                   |
| Luzerne                                                | Hazle Township                            | 142,50 | 229,33 | 143                          | PA 924 (en) – Hazleton                                                          |                                                                                                   |
| Luzerne                                                | Sugarloaf Township                        | 145,20 | 233,68 | 145                          | PA 93 (en) – West Hazleton                                                      |                                                                                                   |
| Luzerne                                                | Butler Township                           | 150,50 | 242,21 | 151                          | I-80 – Bloomsburg, Stroudsburg                                                  | Indiqué sortie 151A (est) et 151B (ouest); sortie 260 de l'I-80                                   |
| Luzerne                                                | Dorrance Township                         | 154,20 | 248,16 | 155                          | Dorrance                                                                        |                                                                                                   |
| Luzerne                                                | Nuangola                                  | 158,70 | 255,40 | 159                          | Nuangola                                                                        |                                                                                                   |
| Luzerne                                                | Hanover Township                          | 163,90 | 263,77 | 164                          | PA 29 (en) nord – Nanticoke                                                     |                                                                                                   |
| Luzerne                                                | Wilkes-Barre Township                     | 164,70 | 265,06 | 165                          | PA 309 (en) sud / PA 309 Bus. nord – Wilkes-Barre, Mountain Top                 | Terminus sud du multiplex avec PA 309; indiqué sortie 165A (sud) et 165B (nord) en direction nord |
| Luzerne                                                | Wilkes-Barre Township                     | 167,90 | 270,21 | 168                          | Highland Park Boulevard – Wilkes-Barre                                          |                                                                                                   |
| Luzerne                                                | Plains Township                           | 169,80 | 273,27 | 170A                         | PA 115 (en) sud – Bear Creek                                                    |                                                                                                   |
| Luzerne                                                | Plains Township                           | 169,80 | 273,27 | 170B                         | PA 309 (en) nord – Wilkes-Barre                                                 | Terminus nord du multiplex avec PA 309                                                            |
| Luzerne                                                | Pittston Township                         | 174,90 | 281,47 | 175                          | PA 315 (en) vers I-476 / Penna Turnpike NE Extension – Pittston, Dupont         | Sortie 115 de l'I-476                                                                             |
| Luzerne                                                | Avoca                                     | 177,50 | 285,66 | 178                          | PA 315 (en) – Avoca, Aéroport de Wilkes-Barre/Scranton                          |                                                                                                   |
| Lackawanna                                             | Moosic                                    | 179,20 | 288,39 | 180                          | US 11 / PA 502 (en) – Moosic                                                    | Pas d'accès à US 11 nord depuis I-81 sud                                                          |
| Lackawanna                                             | Scranton                                  | 181,50 | 292,10 | 182                          | Montage Mountain Road / Davis Street                                            |                                                                                                   |
| Lackawanna                                             | Scranton                                  | 183,90 | 295,96 | 184                          | Vers PA 307 (en) / River Street                                                 | Pas de sortie en direction sud                                                                    |
| Lackawanna                                             | Scranton                                  | 184,20 | 296,44 | 184                          | PA 307 (en) (Moosic Street)                                                     | Sortie direction sud seulement                                                                    |
| Lackawanna                                             | Scranton                                  | 184,30 | 296,60 | 185                          | President Biden Expressway                                                      |                                                                                                   |
| Lackawanna                                             | Dunmore                                   | 186,70 | 300,46 | 186                          | Drinker Street                                                                  | Sortie direction nord, entrée direction sud                                                       |
| Lackawanna                                             | Dunmore                                   | 187,10 | 301,11 | 187                          | I-84 est / I-380 sud / US 6 est – Milford, Mount Pocono, Carbondale             | Terminus sud du multiplex avec US 6; terminus nord de l'I-380 et terminus ouest de l'I-84         |
| Lackawanna                                             | Dunmore                                   | 188,10 | 302,72 | 188                          | PA 347 (en) – Throop, Dunmore                                                   |                                                                                                   |
| Lackawanna                                             | Scranton                                  | 189,80 | 305,45 | 190                          | Main Avenue – Dickson City                                                      |                                                                                                   |
| Lackawanna                                             | Scranton                                  | 191,00 | 307,38 | 191                          | US 6 Bus. / US 11 (North Scranton Expressway) – Dickson City, Scranton nord     | Indiqué sortie 191A (US 6 Bus.) et 191B (US 11)                                                   |
| Lackawanna                                             | South Abington Township                   | 193,40 | 311,25 | 194                          | US 6 ouest / US 11 / I-476 / Penna Turnpike NE Extension sud – Clarks Summit    | Terminus nord du multiplex avec US 6; terminus nord de l'I-476; sortie 131 de l'I-476             |
| Lackawanna                                             | Scott Township                            | 197,20 | 317,36 | 197                          | PA 632 (en) – Waverly                                                           |                                                                                                   |
| Lackawanna                                             | Scott Township                            | 198,80 | 319,94 | 199                          | PA 524 (en) – Scott                                                             |                                                                                                   |
| Lackawanna                                             | Scott Township                            | 200,50 | 322,67 | 201                          | PA 438 (en) – East Benton                                                       |                                                                                                   |
| Lackawanna                                             | Benton Township                           | 201,60 | 324,44 | 202                          | PA 107 (en) – Fleetville, Tompkinsville                                         |                                                                                                   |
| Susquehanna                                            | Lenox Township                            | 206,00 | 331,52 | 206                          | PA 374 (en) – Glenwood, Lenoxville                                              |                                                                                                   |
| Susquehanna                                            | Lenox Township                            | 211,10 | 339,73 | 211                          | PA 106 (en) – Lenox                                                             | Sortie direction nord, entrée direction sud                                                       |
| Susquehanna                                            | Lenox Township                            | 211,40 | 340,22 | 211                          | PA 92 (en) – Lenox                                                              | Sortie direction sud, entrée direction nord                                                       |
| Susquehanna                                            | Harford Township                          | 216,60 | 348,58 | 217                          | PA 547 (en) – Harford                                                           |                                                                                                   |
| Susquehanna                                            | New Milford Township                      | 219,30 | 352,93 | 219                          | PA 848 (en) – Gibson                                                            |                                                                                                   |
| Susquehanna                                            | New Milford                               | 223,50 | 362,69 | 223                          | PA 492 (en) – New Milford, Lakeside                                             |                                                                                                   |
| Susquehanna                                            | Great Bend Township                       | 230,40 | 370,79 | 230                          | PA 171 (en) – Great Bend, Susquehanna                                           |                                                                                                   |
| Susquehanna                                            | Great Bend Township                       | 232,63 | 374,38 |                              | I-81 nord – Binghamton                                                          | Continue dans l'État de New York                                                                  |
| - Terminus de multiplex - Accès incomplet - Non-ouvert |                                           |        |        |                              |                                                                                 |                                                                                                   |

### New York
Les autoroutes dans l'État de New York utilisent des numéros de sortie séquentiels plutôt que basés sur la distance.
| Interstate 81                                     |                        |        |        |                                                                            |                                                                            |                                                                               |
| Comté                                             | Municipalité           | mi     | km     | Sortie                                                                     | Intersections / Destinations                                               | Notes                                                                         |
| Broome                                            | Kirkwood               | 0,00   | 0,00   |                                                                            | I-81 sud – Scranton                                                        | Continue en Pennsylvanie                                                      |
| Broome                                            | Kirkwood               | 3,98   | 6,41   | 1                                                                          | US 11 / NY 7 (en) – Kirkwood, Conklin                                      |                                                                               |
| Broome                                            | Kirkwood               | 8,08   | 13,00  | 2E                                                                         | I-86 / NY 17 (en) est (Quickway) – New York                                | Terminus sud du multiplex avec I-86 / NY 17; sortie 75 de l'I-84 ouest        |
| Broome                                            | Kirkwood               | 8,08   | 13,00  | 2W                                                                         | US 11 – Parc industriel                                                    | Indiqué sortie 2 en direction sud                                             |
| Broome                                            | Kirkwood               | 8,90   | 14,32  | 3                                                                          | Vers US 11 – Parc industriel                                               | Sortie direction sud, entrée direction nord                                   |
| Broome                                            | Binghamton             | 12,17  | 19,59  | 3                                                                          | Broad Avenue                                                               | Sortie direction nord, entrée direction sud                                   |
| Broome                                            | Binghamton             | 12,55  | 20,20  | 4A                                                                         | NY 7 (en) – Binghamton, Port Dickinson                                     |                                                                               |
| Broome                                            | Binghamton             | 13,05  | 21,00  | 4B                                                                         | I-86 / NY 17 (en) ouest – Corning                                          | Terminus nord du multiplex avec I-86 / NY 17                                  |
| Broome                                            | Dickinson              | 13,72  | 22,08  | 5                                                                          | US 11 (Front Street) vers I-88 est – Broome Community College              | I-88 indiquée seulement en direction sud                                      |
| Broome                                            | Chenango               | 14,78  | 23,79  | 5A                                                                         | I-88 est – Albany                                                          | Pas de sortie en direction sud                                                |
| Broome                                            | Chenango               | 15,83  | 25,48  | 6                                                                          | US 11 vers I-88 / NY 12 (en) – Nimmonsburg, Chenango Bridge                | I-88 indiquée seulement en direction sud                                      |
| Broome                                            | Chenango               | 21,62  | 34,79  | 7                                                                          | US 11 – Castle Creek                                                       |                                                                               |
| Broome                                            | Barker                 | 28,99  | 46,65  | 8                                                                          | NY 26 (en) vers US 11 / NY 79 (en) / NY 206 (en) – Whitney Point, Lisle    | Sortie direction nord, entrée direction sud                                   |
| Broome                                            | Triangle               | 30,38  | 48,89  | 8                                                                          | NY 79 (en) vers US 11 / NY 26 (en) / NY 206 (en) – Whitney Point, Lisle    | Sortie direction sud, entrée direction nord                                   |
| Cortland                                          | Village of Marathon    | 38,27  | 61,59  | 9                                                                          | US 11 / NY 221 (en) – Marathon                                             |                                                                               |
| Cortland                                          | Cortlandville          | 50,02  | 80,50  | 10                                                                         | US 11 / NY 41 (en) – Cortland, McGraw                                      |                                                                               |
| Cortland                                          | Cortland               | 52,36  | 84,27  | 11                                                                         | NY 13 (en) (Clinton Avenue) – Cortland, Ithaca                             | Ithaca indiqué en direction sud seulement                                     |
| Cortland                                          | Cortlandville          | 54,09  | 87,05  | 12                                                                         | US 11 / NY 281 (en) / NY 41 (en) – Homer, Cortland, Ithaca                 | NY 41, Cortland et Ithaca indiqués en direction sud seulement                 |
| Cortland                                          | Preble                 | 62,89  | 101,21 | 13                                                                         | NY 281 (en) – Preble                                                       |                                                                               |
| Onondaga                                          | Tully                  | 66,62  | 107,21 | 14                                                                         | NY 80 (en) – Tully                                                         |                                                                               |
| Onondaga                                          | LaFayette              | 73,22  | 117,84 | 15                                                                         | US 11 vers US 20 – LaFayette                                               | Indication en direction nord                                                  |
| Onondaga                                          | LaFayette              | 73,22  | 117,84 | 15                                                                         | US 20 – LaFayette                                                          | Indication en direction sud                                                   |
| Onondaga                                          | Onondaga               | 78,13  | 125,84 | 16                                                                         | US 11 – Réserve Onondaga                                                   |                                                                               |
| Onondaga                                          | Syracuse               | 81,51  | 131,18 | 16A                                                                        | I-481 nord – DeWitt                                                        |                                                                               |
| Onondaga                                          | Syracuse               | 82,48  | 132,74 | 17                                                                         | South State Street/South Salina Street/Brighton Avenue                     | South State Street indiqué en direction sud seulement                         |
| Onondaga                                          | Syracuse               | 84,07  | 135,30 | 18                                                                         | Adams Street / Harrison Street                                             |                                                                               |
| Onondaga                                          | Syracuse               | 84,71  | 136,33 | —                                                                          | I-690 – East Syracuse, Fairgrounds, Baldwinsville                          | Pas d'accès direction sud vers I-690 ouest ni direction nord depuis I-690 est |
| Onondaga                                          | Syracuse               | 85,25  | 137,20 | 19                                                                         | Clinton Street / Salina Street                                             | Sortie direction sud, entrée direction nord                                   |
| Onondaga                                          | Syracuse               | 85,37  | 137,39 | 20                                                                         | Franklin Street / West Street                                              | Sortie direction sud, entrée direction nord                                   |
| Onondaga                                          | Syracuse               | 85,81  | 138,10 | 21                                                                         | Spencer Street / Catawba Street                                            | Sortie et entrée direction sud seulement                                      |
| Onondaga                                          | Syracuse               | 86,23  | 138,77 | 22                                                                         | NY 298 (en) (Court Street)                                                 | Indication en direction nord                                                  |
| Onondaga                                          | Syracuse               | 87,45  | 140,74 | 22                                                                         | NY 298 (en) (Bear Street) vers I-690 ouest                                 | Indication en direction sud                                                   |
| Onondaga                                          | Syracuse               | 87,45  | 140,74 | 23A                                                                        | Hiawatha Boulevard                                                         | Sortie direction sud seulement                                                |
| Onondaga                                          | Syracuse               | 87,45  | 140,74 | 23B                                                                        | Destiny USA Drive                                                          | Sortie direction sud seulement                                                |
| Onondaga                                          | Syracuse               | 86,90  | 139,85 | 23                                                                         | NY 370 (en) est (Park Street) / Hiawatha Boulevard                         | Sortie direction nord seulement                                               |
| Onondaga                                          | Syracuse               | 86,90  | 139,85 | 24A                                                                        | Old Liverpool Road – Liverpool                                             | Sortie direction nord, entrée direction sud                                   |
| Onondaga                                          | Syracuse               | 86,90  | 139,85 | 24B                                                                        | NY 370 (en) ouest (Onondaga Lake Parkway)                                  | Sortie direction nord, entrée direction sud                                   |
| Onondaga                                          | Salina                 | 88,02  | 141,65 | 25                                                                         | 7th North Street – Liverpool                                               |                                                                               |
| Onondaga                                          | Salina                 | 88,30  | 142,11 | 25A                                                                        | I-90 Toll / New York State Thruway – Albany, Buffalo                       | Sortie 36 de l'I-90                                                           |
| Onondaga                                          | Salina                 | 89,85  | 144,60 | 26                                                                         | US 11 – Mattydale                                                          |                                                                               |
| Onondaga                                          | Salina                 | 90,46  | 145,58 | 27                                                                         | Aéroport de Syracuse                                                       |                                                                               |
| Onondaga                                          | Cicero                 | 91,28  | 146,90 | 28                                                                         | Taft Road – North Syracuse                                                 |                                                                               |
| Onondaga                                          | Cicero                 | 92,69  | 149,17 | 29S                                                                        | I-481 sud – DeWitt                                                         | Sortie 9 de l'I-481                                                           |
| Onondaga                                          | Cicero                 | 92,69  | 149,17 | 29N                                                                        | NY 481 (en) nord – North Syracuse, Oswego                                  |                                                                               |
| Onondaga                                          | Cicero                 | 95,11  | 153,06 | 30                                                                         | NY 31 (en) – Cicero, Bridgeport                                            |                                                                               |
| Onondaga                                          | Cicero                 | 99,08  | 159,45 | 31                                                                         | Bartel Road vers US 11 – Brewerton                                         |                                                                               |
| Rivière Oneida                                    | Rivière Oneida         | 99,30  | 159,81 | Limite comtés Onondaga–Oswego                                              | Limite comtés Onondaga–Oswego                                              | Limite comtés Onondaga–Oswego                                                 |
| Oswego                                            | Hastings               | 102,93 | 165,65 | 32                                                                         | NY 49 (en) – Central Square                                                |                                                                               |
| Oswego                                            | Parish                 | 111,19 | 178,94 | 33                                                                         | NY 69 (en) – Parish                                                        |                                                                               |
| Oswego                                            | Parish                 | 114,92 | 184,95 | 34                                                                         | NY 104 (en) – Mexico                                                       |                                                                               |
| Oswego                                            | Richland               | 118,35 | 190,47 | 35                                                                         | Tinker Tavern Road vers US 11                                              |                                                                               |
| Oswego                                            | Pulaski                | 121,73 | 195,91 | 36                                                                         | NY 13 (en) – Pulaski                                                       | Sortie direction nord, entrée direction sud                                   |
| Oswego                                            | Pulaski                | 122,54 | 197,21 | 36                                                                         | Richland Road (CR 2) – Pulaski                                             | Sortie direction sud, entrée direction nord                                   |
| Oswego                                            | Sandy Creek            | 128,15 | 206,24 | 37                                                                         | Lake Street (CR 15) – Sandy Creek, Lacona                                  | Sortie direction nord, entrée direction sud                                   |
| Oswego                                            | Sandy Creek            | 128,31 | 206,49 | 37                                                                         | Salisbury Road (CR 22A) – Sandy Creek, Lacona                              | Sortie direction sud, entrée direction nord                                   |
| Jefferson                                         | Ellisburg              | 130,85 | 210,58 | 38                                                                         | US 11                                                                      |                                                                               |
| Jefferson                                         | Ellisburg              | 132,89 | 213,87 | 39                                                                         | CR 90 – Mannsville                                                         |                                                                               |
| Jefferson                                         | Ellisburg              | 133,65 | 215,09 | Aire de stationnement                                                      | Aire de stationnement                                                      | Aire de stationnement                                                         |
| Jefferson                                         | Ellisburg              | 134,74 | 216,84 | 40                                                                         | NY 193 (en) – Ellisburg, Pierrepont Manor                                  |                                                                               |
| Jefferson                                         | Village d'Adams        | 140,29 | 225,77 | 41                                                                         | NY 178 (en) – Adams, Henderson                                             |                                                                               |
| Jefferson                                         | Adams                  | 144,41 | 232,41 | 42                                                                         | NY 177 (en) – Smithville, Adams Center                                     |                                                                               |
| Jefferson                                         | Adams                  | 145,96 | 234,90 | 43                                                                         | US 11 – Kellogg Hill                                                       |                                                                               |
| Jefferson                                         | Watertown              | 148,34 | 238,73 | 44                                                                         | NY 232 (en) – Watertown Center                                             |                                                                               |
| Jefferson                                         | Watertown              | 152,67 | 245,70 | 45                                                                         | NY 3 (en) (Arsenal Street) – Sackets Harbor                                |                                                                               |
| Jefferson                                         | Watertown              | 153,61 | 247,21 | 46                                                                         | NY 12F (en) (Coffeen Street) – Aéroport                                    |                                                                               |
| Jefferson                                         | Pamelia                | 155,12 | 249,64 | 47                                                                         | NY 12 (en) (Bradley Street) – Clayton                                      |                                                                               |
| Jefferson                                         | Pamelia                | 156,23 | 251,43 | Aire de stationnement                                                      | Aire de stationnement                                                      | Aire de stationnement                                                         |
| Jefferson                                         | Pamelia                | 157,72 | 253,83 | 48                                                                         | NY 342 (en) vers NY 37 (en) / NY 3 (en) – Black River, Carthage            |                                                                               |
| Jefferson                                         | Pamelia                | 158,41 | 254,94 | 48A                                                                        | I-781 vers US 11 – Fort Drum                                               | Sortie 1 de l'I-781                                                           |
| Jefferson                                         | Limite Theresa–Orleans | 169,25 | 272,38 | 49                                                                         | NY 411 (en) – Theresa, La Fargeville                                       |                                                                               |
| Jefferson                                         | Alexandria             | 178,14 | 286,69 | 50N                                                                        | NY 12 (en) nord – Alexandria Bay                                           |                                                                               |
| Jefferson                                         | Alexandria             | 178,14 | 286,69 | 50S                                                                        | NY 12 (en) nord – Clayton                                                  |                                                                               |
| Jefferson                                         | Orleans                | 178,42 | 287,14 | Poste de péage                                                             | Poste de péage                                                             | Poste de péage                                                                |
| Jefferson                                         | Orleans                | 178,49 | 287,25 | Travée américaine du Pont des Mille-Îles au-dessus du fleuve Saint-Laurent | Travée américaine du Pont des Mille-Îles au-dessus du fleuve Saint-Laurent | Travée américaine du Pont des Mille-Îles au-dessus du fleuve Saint-Laurent    |
| Jefferson                                         | Orleans                | 179,74 | 289,26 | 51                                                                         | Island Road – Island State Parks                                           |                                                                               |
| Jefferson                                         | Orleans                | 183,12 | 294,70 | 52                                                                         | Island Road – Dewolf Point                                                 | Dernière sortie aux États-Unis                                                |
| Jefferson                                         | Orleans                | 183,62 | 295,51 |                                                                            | Route 137 nord vers A-401 – Kingston, Ottawa                               | Continue en Ontario                                                           |
| - Terminus de multiplex - Péage - Accès incomplet |                        |        |        |                                                                            |                                                                            |                                                                               |

## Autoroutes reliées

### Virginie
- Interstate 381
- Interstate 581

### New York
- Interstate 481
- Interstate 781